# 8 Zeugen
8 Zeugen ist eine deutsche Dramaserie, die ab 2020 für TVNOW (seit November 2021 RTL+) produziert wurde. Sie ist seit 25. März 2021 beim Streamingdienst RTL+ zu sehen und wird ab 15. Dezember 2021 bei VOX im Free-TV ausgestrahlt.

## Handlung
Im Mittelpunkt steht die Erinnerungswissenschaftlerin Dr. Jasmin Braun, gespielt von Alexandra Maria Lara. Nach der Entführung der Tochter des Berliner Innensenators aus dem Naturkundemuseum, wird sie hinzugezogen die bei der Entführung anwesenden Zeugen zu befragen. In jeder der acht Episoden befragt sie einen der Zeugen um hinter das Geheimnis der Entführung zu kommen und damit dazu beizutragen das Mädchen zu retten.

## Hintergrund
Die Figur der Dr. Braun ist angelehnt an die Wissenschaftlerin Julia Shaw, auf deren Erkenntnissen die Serie auch basiert.  Shaw fungierte bei dieser Serie auch als wissenschaftliche Beraterin. Szenenbild machte Lars Lange, Redaktion Nico Grein.
Gedreht wurde die Serie im Sommer 2020 in Berlin.

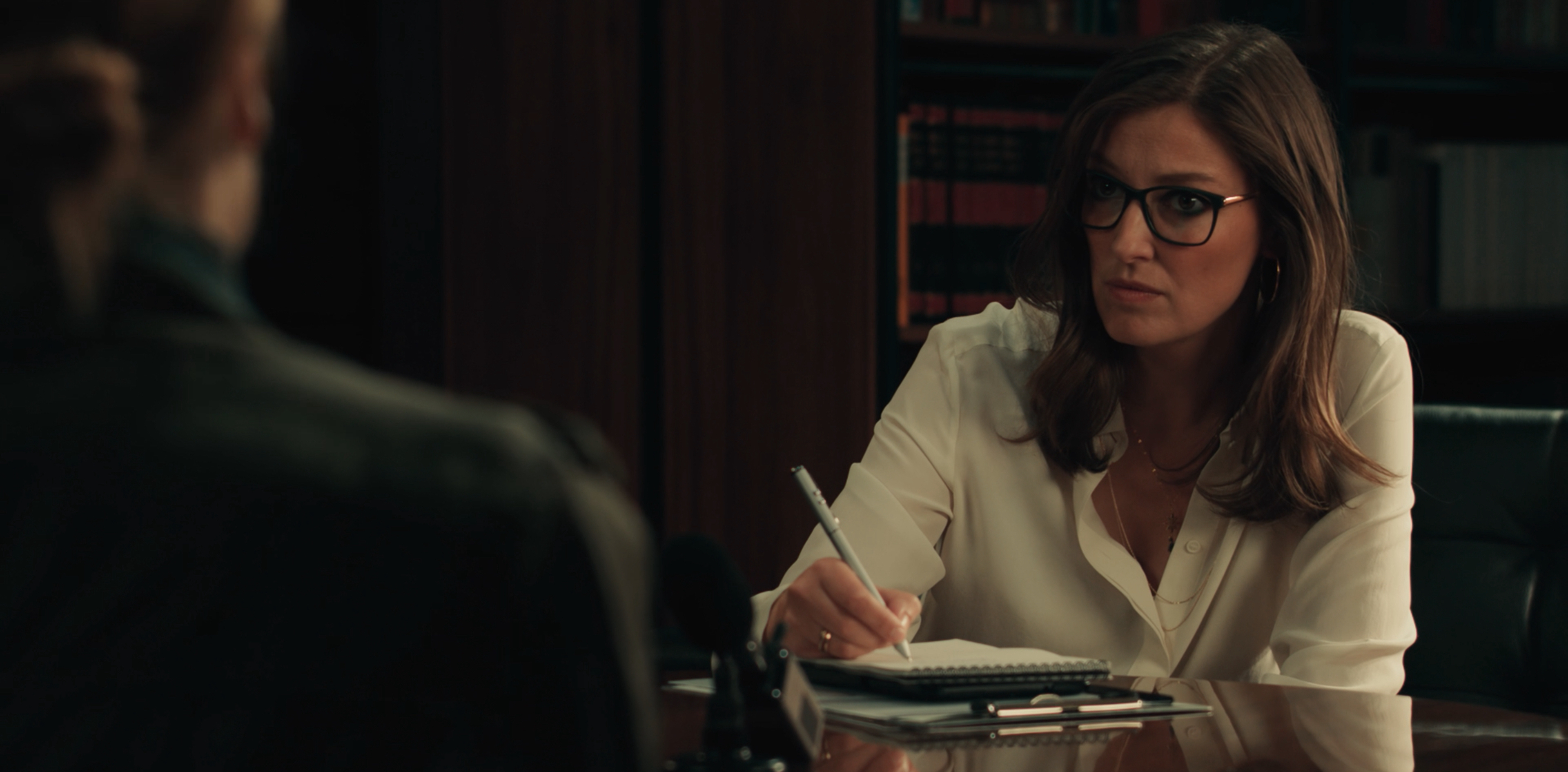
Dr. Braun (Alexandra Maria Lara) im Gespräch mit einer Zeugin

## Kritiken
- Frankfurter Rundschau: „Herausragend gute und ausgezeichnet gespielte Kammerspiel-Krimiserie mit Alexandra Maria Lara als Rechtspsychologin, die der Polizei bei der Suche nach einem entführten Mädchen hilft.“[1]
- Spiegel: „In ‚8 Zeugen‘ soll eine Gedächtnisforscherin einen Entführungsfall aufklären. Wirkt oft wie unfreiwillig lustiges Trashfernsehen. Doch wer das übersteht, wird mit einem spannenden Countdown-Plot belohnt.“[2]
- Stern: „Gehirnwäsche mit Alexandra Maria Lara: Diese Serie ist besser als der ‚Tatort‘ [...] Spannend, kompakt, aufschlussreich: ‚8 Zeugen‘ lohnt es, anzuschauen. Am besten alle Episoden hintereinander bingen. Rund 200 Minuten sind auch nicht mehr als mancher Hollywoodfilm.“[3]
- RedaktionsNetzwerk Deutschland: „Die Wissenschaftsfloskeln nerven, aber spannend ist die TV-Now-Serie allemal.“[4]

## Weblink
- Die Serie auf TVNOW